# Georg Arthur Jensen

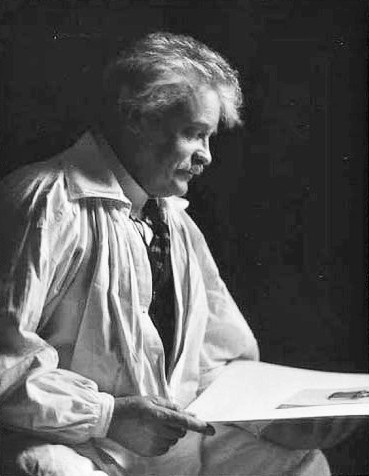
Georg Jensen

Georg Arthur Jensen (* 31. August 1866 in Raadvad, bei Kopenhagen; † 2. Oktober 1935 ebenda) war ein dänischer Silberschmied und Künstler, dessen Silberschmiedearbeiten in funktionellem Stil das Industriedesign der skandinavischen Länder mitgeprägt haben. Er war auch Gründer der renommierten Silberfirma Georg Jensen Sølvsmedie.

## Leben und Werk

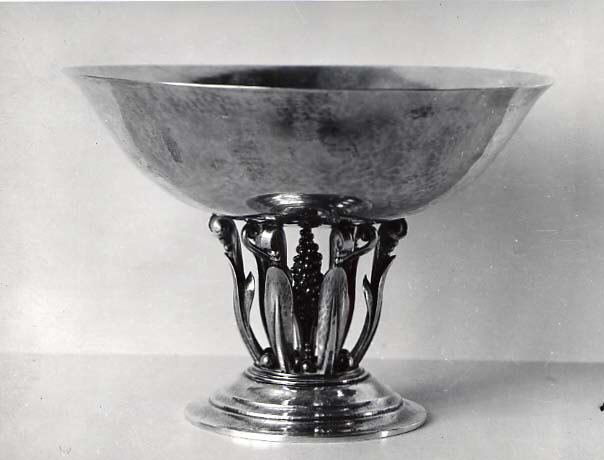
Jensens Silberschale, 1918

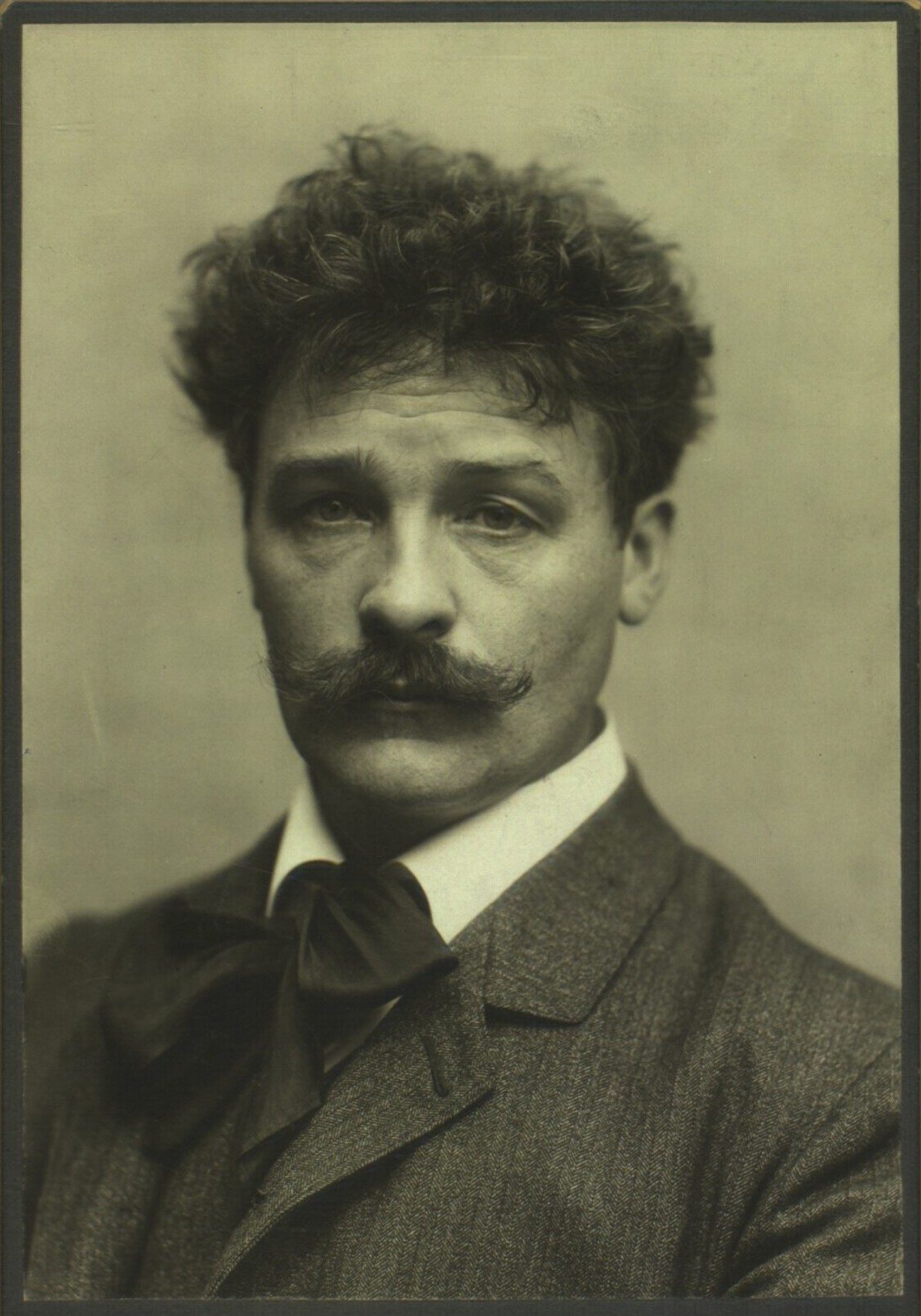
Georg Jensen, 1933, Fotograf: Frederik Riise

Georg Jensen machte zuerst eine Ausbildung zum Schmied und Goldschmied (Geselle 1884). Von 1887 bis 1892 absolvierte Georg Jensen sein Studium als Bildhauer an der Königlich Dänischen Kunstakademie in Kopenhagen. Jensen fertigte eine Reihe von Skulpturen im französisch inspirierten Stil der Zeit und schuf auch feine Keramikarbeiten gemeinsam mit Johan Rohde und Christian Joachim und stellte auf der Weltausstellung in Paris 1900 aus. Seinen Ruf verdankt er aber dem Silber, das er nach einer Auslandsreise 1900–1901 fertigte. Er arbeitete im Atelier des dänischen Hofjuweliers Michelsen, wo er in der Werkstatt von Mogens Ballin Zinn- und Silberarbeiten fertigte.
Mit seinem robusten Schmuck, bei dem die Spuren des Hämmerns bestehen bleiben durften und bei dem eine dünne Platinschicht den Grauton des Materials hervorhebt, unterscheiden sich Georg Jensens Silberarbeiten von zeitgenössischer raffinierter Edelsteinkunst. Das Nordische wurde durch die Verwendung von Bernstein oder anderen schlichten Steinen im Cabochonschliff in einer plastisch modellierten Formensprache betont, bei der Pflanzenornamente den Grundstein legen. Zudem haben die Korpusarbeiten plastisch gestaltete Blattfriese und Ranken, Knospen und Beeren eingearbeitet, die die kraftvolle, schlichte Form betonen. Schlichtheit zeichnete auch die Bestecke von Georg Jensen aus, zum Beispiel „Konge og Kontinental“ (Antik), bei denen Form, Gewicht und Material im Vordergrund standen.
1904 eröffnete er in Kopenhagen in der Bredgade eine eigene Silberschmiedewerkstatt, wo er zunächst Arbeiten im Jugendstil herstellte. Im Jahr 1912 zog die Silberschmiede in größere Räumlichkeiten um und wurde 1916 in die Aktiengesellschaft „Georg Jensen Sølvsmedie A/S“ mit eigener Fabrik umgewandelt. Später wurde sie mit Geschäften in mehreren großen Städten auf der ganzen Welt erweitert wie London, Paris und Berlin. Bereits 1924 eröffnete er eine Filiale an der Fifth Avenue in New York City.

## FirmaGeorg Jensen
Nach Jensens Tod 1935 übernahm der Sohn Jørgen Jensen (1885–1966) die Leitung der Firma. Er behielt die Grundeinstellung des Unternehmens, auch qualitativ hochwertige Silberarbeiten anderer Designer zu vertreiben bei. Unter diesen Designern befanden sich u. a. Sigvard Bernadotte, Arne Jacobsen, Finn Juhl, Henning Koppel, Erik Magnussen und Harald Christian Nielsen. Während der 1960er und 1970er Jahre stellte die Firma hochwertigen, skulpturalen Schmuck und Armbanduhren der Designerinnen Nanna Ditzel und Vivianna Torun Bülow-Hübe her.
1973 wurde das Warenzeichen Georg Jensen von Royal Copenhagen gekauft und 1997 wurde Georg Jensen Sølvsmedie ein Teil der Royal Scandinavian Group mit den dänischen und schwedischen Firmen Royal Copenhagen, Bing & Grøndal, Holmegaard, Orrefors, Kosta Boda und Höganäs Keramik. Von hier aus wurde es 2012 an den in Bahrain ansässigen Investmentfonds Investcorp verkauft.

## Bilder (modernes Design)

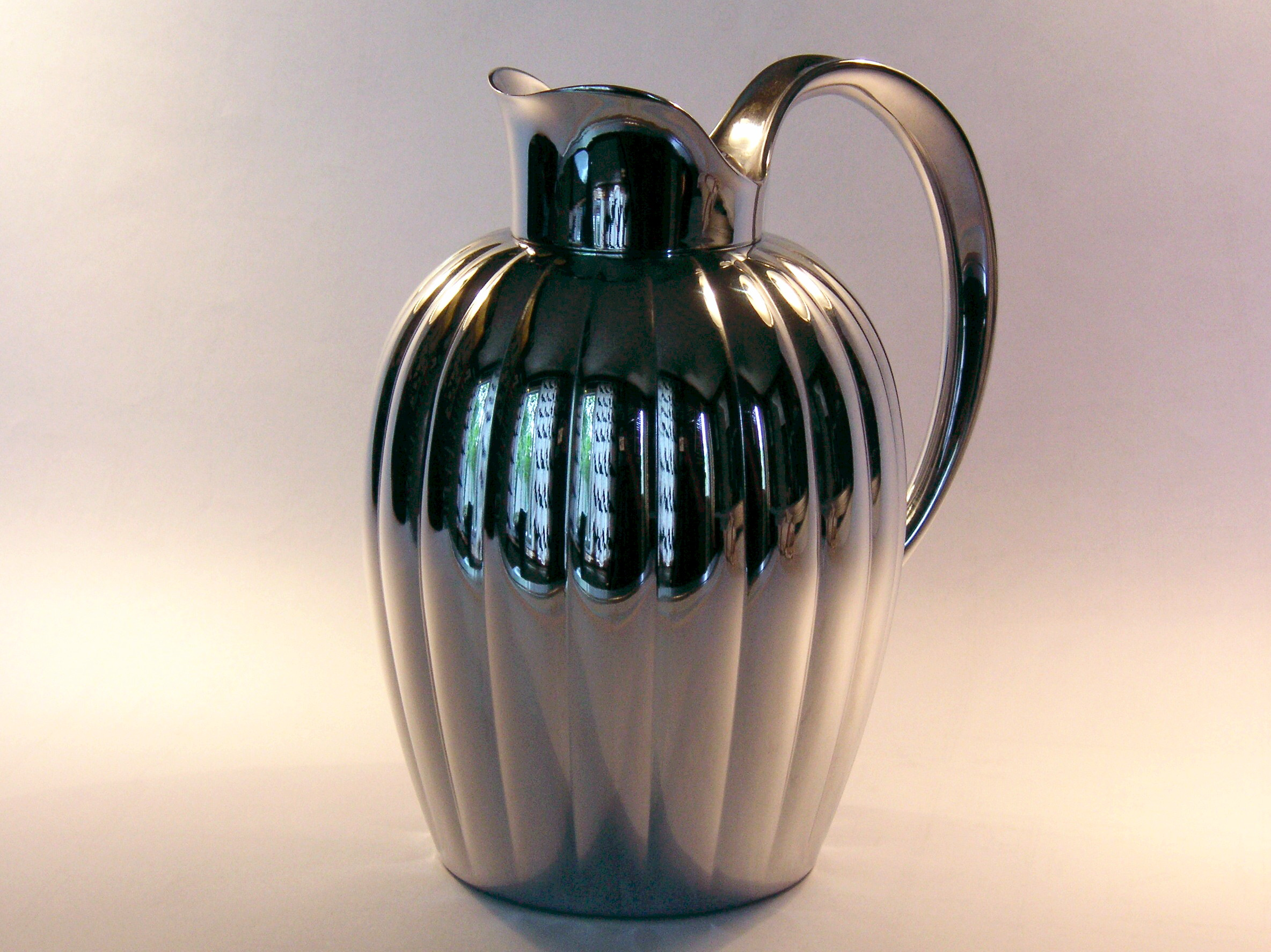
Sigvard Bernadottes Thermoskanne
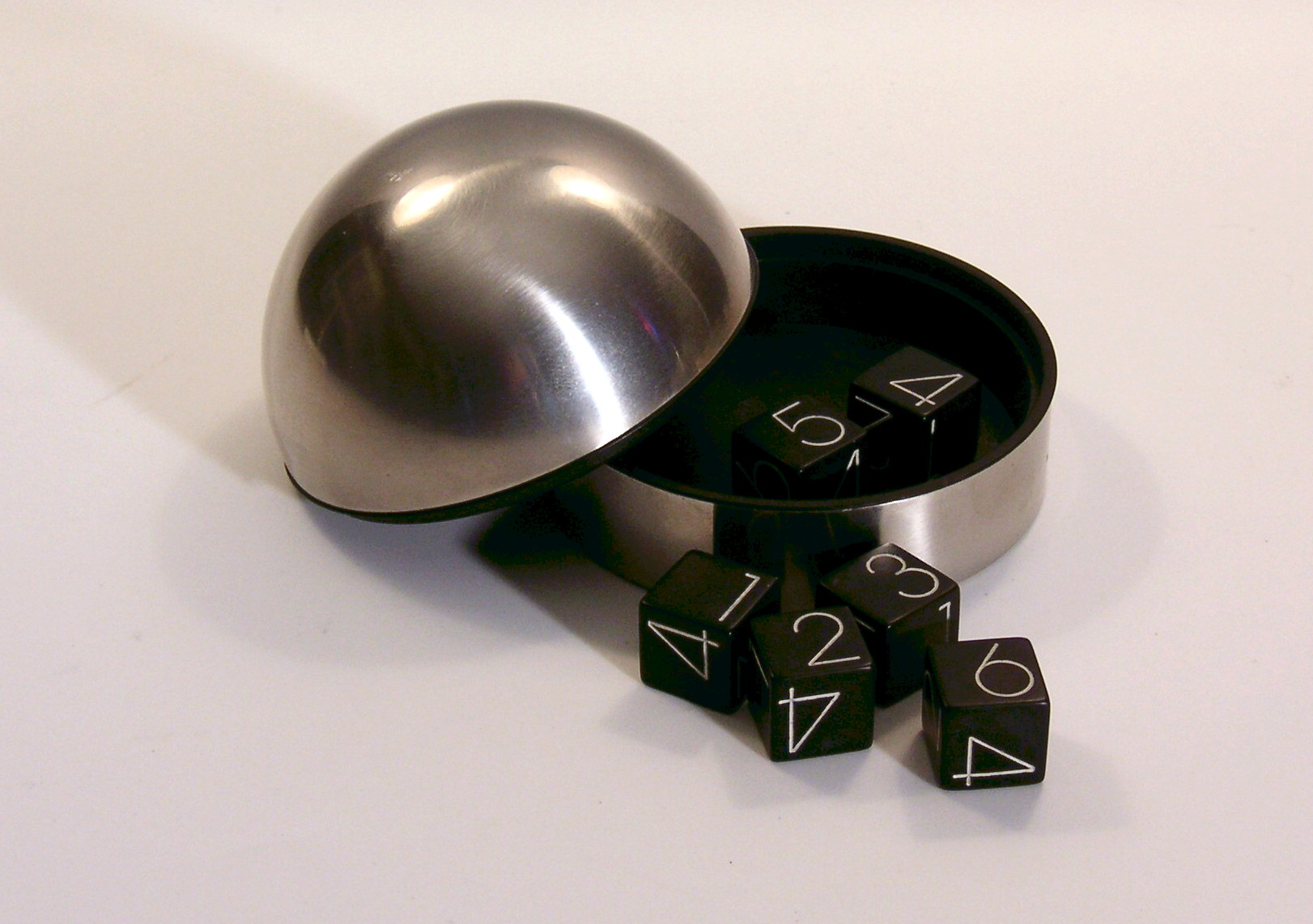
Dan Christensens Würfelbecher
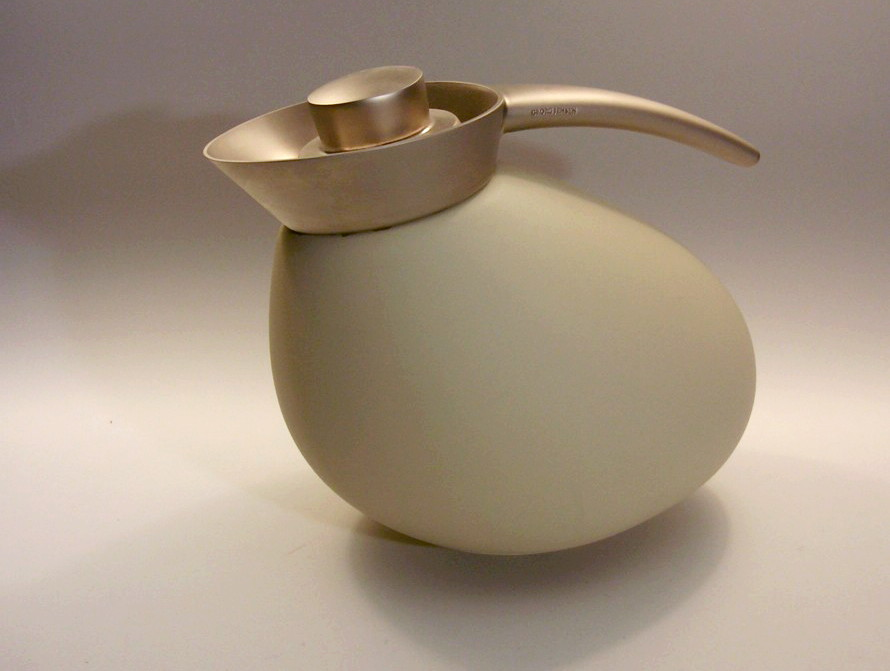
Maria Berntsens Thermoskanne „Quack“
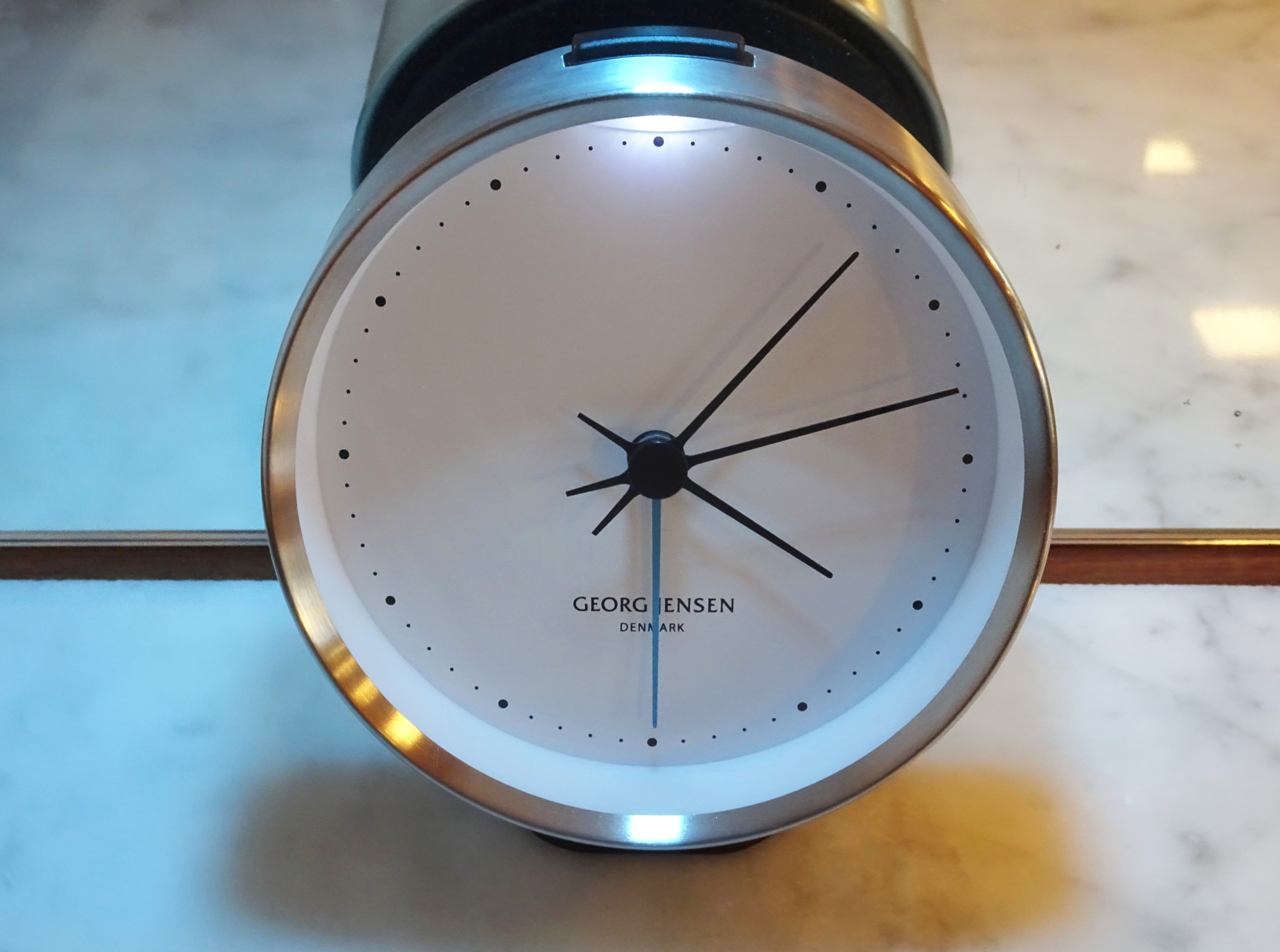
Henning Koppels Wecker